# Tišnov
Tišnov város Csehország Dél-morvaországi kerületében, a Brno-vidéki járásban, Brnótól 22 kilométerre északnyugatra, a Svratka és a Loučky folyók torkolatához közel. 2010-ben lakóinak száma 8704 volt.

## Történelem
Tišnov nevét először 1233-ban említették, három évvel a ciszterciek Porta Coeli kolostorának alapítása után. A kolostort III. Béla magyar király lánya, I. Ottokár cseh király özvegye, Konstancia cseh királyné alapította. A birtok a kolostor tulajdonában maradt egészen 1782-ig. A várost 1428-ban a huszita háborúkban felégették, de a harmincéves háború során nem szenvedett kárt. Brnóval az 1885-ben épült vasútvonal köti össze.

## Népesség
A település népessége az elmúlt években az alábbi módon változott:
| Lakosok száma | 3109 | 3379 | 4021 | 5223 | 9090 | 8304 | 9169 | 9257 | 9164 | 9275 |
|               | 1869 | 1890 | 1921 | 1950 | 1980 | 2001 | 2017 | 2019 | 2022 | 2024 |